# Heinrich Brunner (Hotelier)

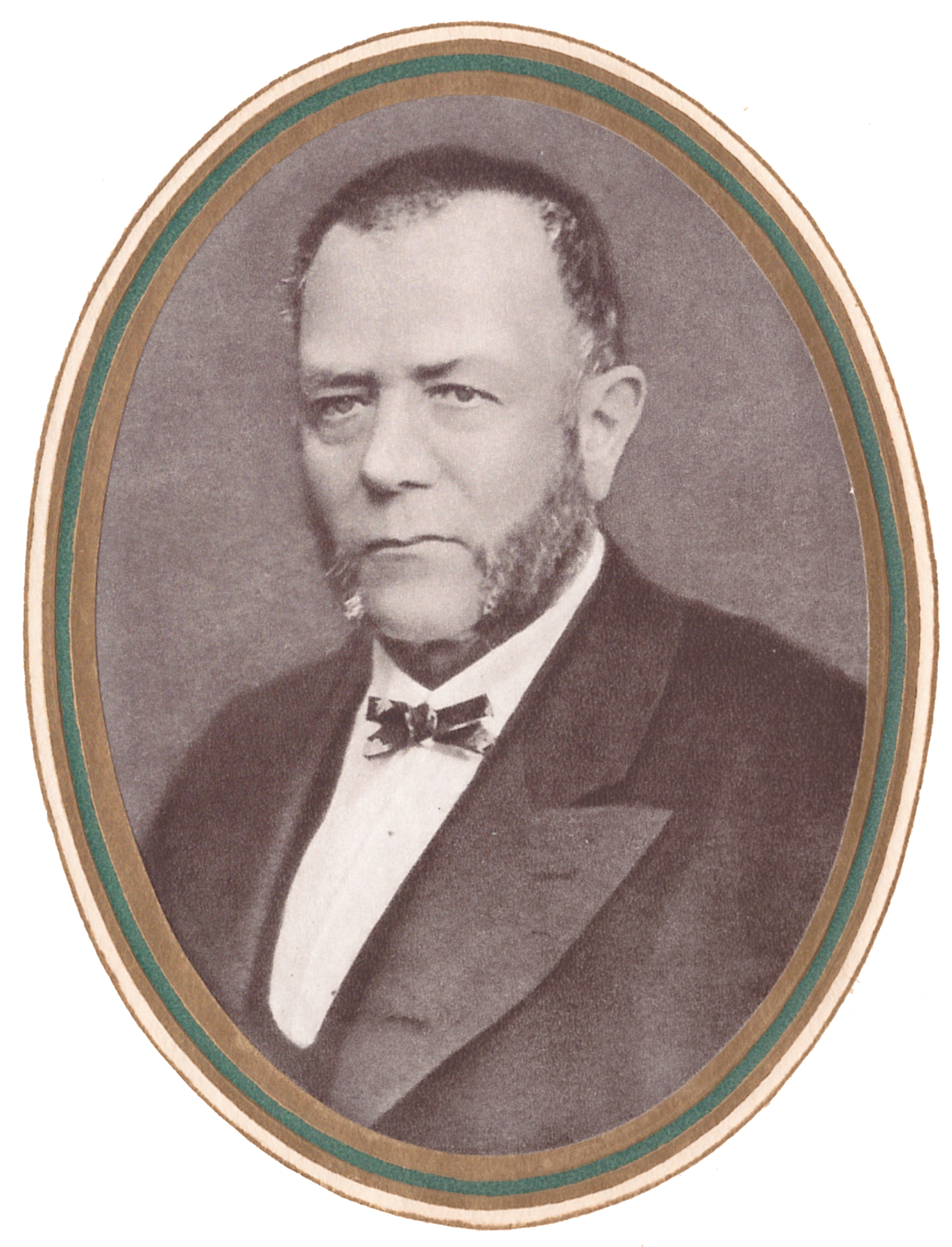
Heinrich Brunner (Hotelier)

Heinrich Brunner (* 18. November 1818 in Würenlos; † 22. Februar 1880 in Zürich) war ein Schweizer Hotelier und Gastronom. Er erwarb 1878 das Hotel Baur en Ville, eines der ersten Luxushotels in Zürich, und trug massgeblich zu dessen wirtschaftlichem Erfolg bei. Sein Lebensweg führte ihn vom einfachen Stallknecht zum erfolgreichen Unternehmer.

## Leben und Werdegang
Brunner wurde am 18. November 1818 in Würenlos, Kanton Aargau, als Sohn von Konrad Brunner (1783–1853) und Regula Neracher (1790–1859) geboren. Aufgewachsen in ärmlichen Verhältnissen, begann er bereits mit zwölf Jahren als Stalljunge im Gasthof zum Rössli (früher zum Rößli) in Würenlos zu arbeiten. Mit 20 Jahren, im Jahr 1838, trat er eine Stelle als Stallknecht und Kutscher im Staadhof in Baden an, wo er mit wohlhabenden Bürgern in Kontakt kam. Im Jahr 1847 wurde er Herrschaftskutscher bei Alfred Escher im Belvoir und erhielt durch Vermittlung desselben ab 1850 die Stelle eines Postkondukteurs bei der eidgenössischen Post und bereiste zahlreiche Routen in der Schweiz.
Im Jahr 1859 sorgte Heinrich Brunner für eine Besonderheit in der Zürcher Gastronomieszene: Er brachte als Erster deutsches Bier in die Stadt. Auf der Wasch seines Postwagens transportierte er einige Fässer bayerisches Bier aus Lindau nach Zürich und verzapfte es in seiner Wirtschaft, dem Café Orsini. Dies wurde als Neuheit gefeiert und fand schnell zahlreiche Anhänger, was dazu führte, dass deutsches Bier in Zürich populär wurde.

## Hotel Baur en Ville
Nachdem Brunner sich erfolgreich in der Zürcher Gastronomie etabliert hatte, ersteigerte er am 1. Juli 1878 das renommierte Hotel Baur en Ville für 1'215'000 Franken. Er investierte in umfangreiche Umbauten, darunter eine neue Küche und einen vergrösserten Speisesaal, um das Hotel wirtschaftlich erfolgreicher zu machen.

## Galerie

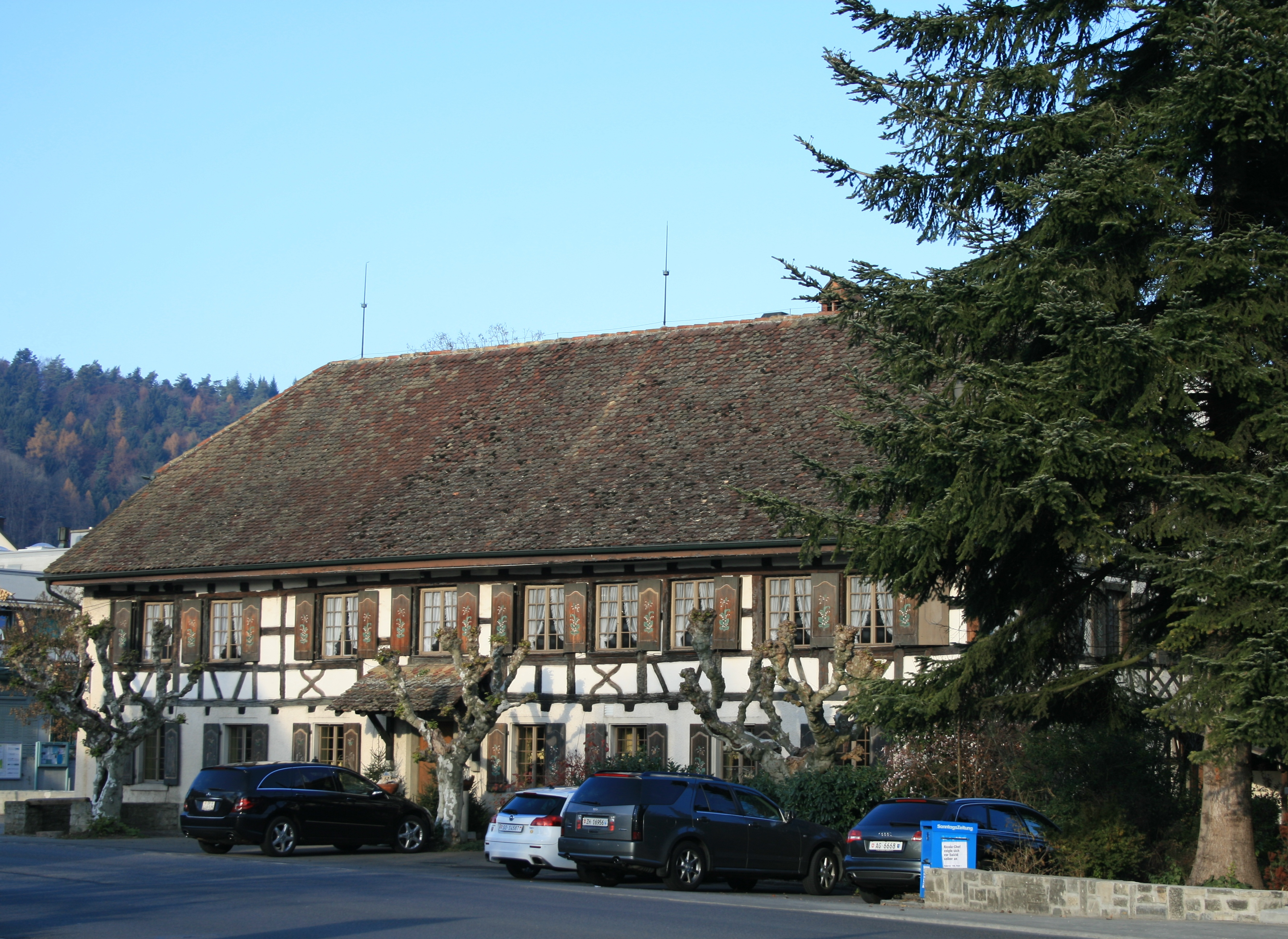
Gasthof «Rössli», erbaut um 1640, Foto aufgenommen am 26. November 2011
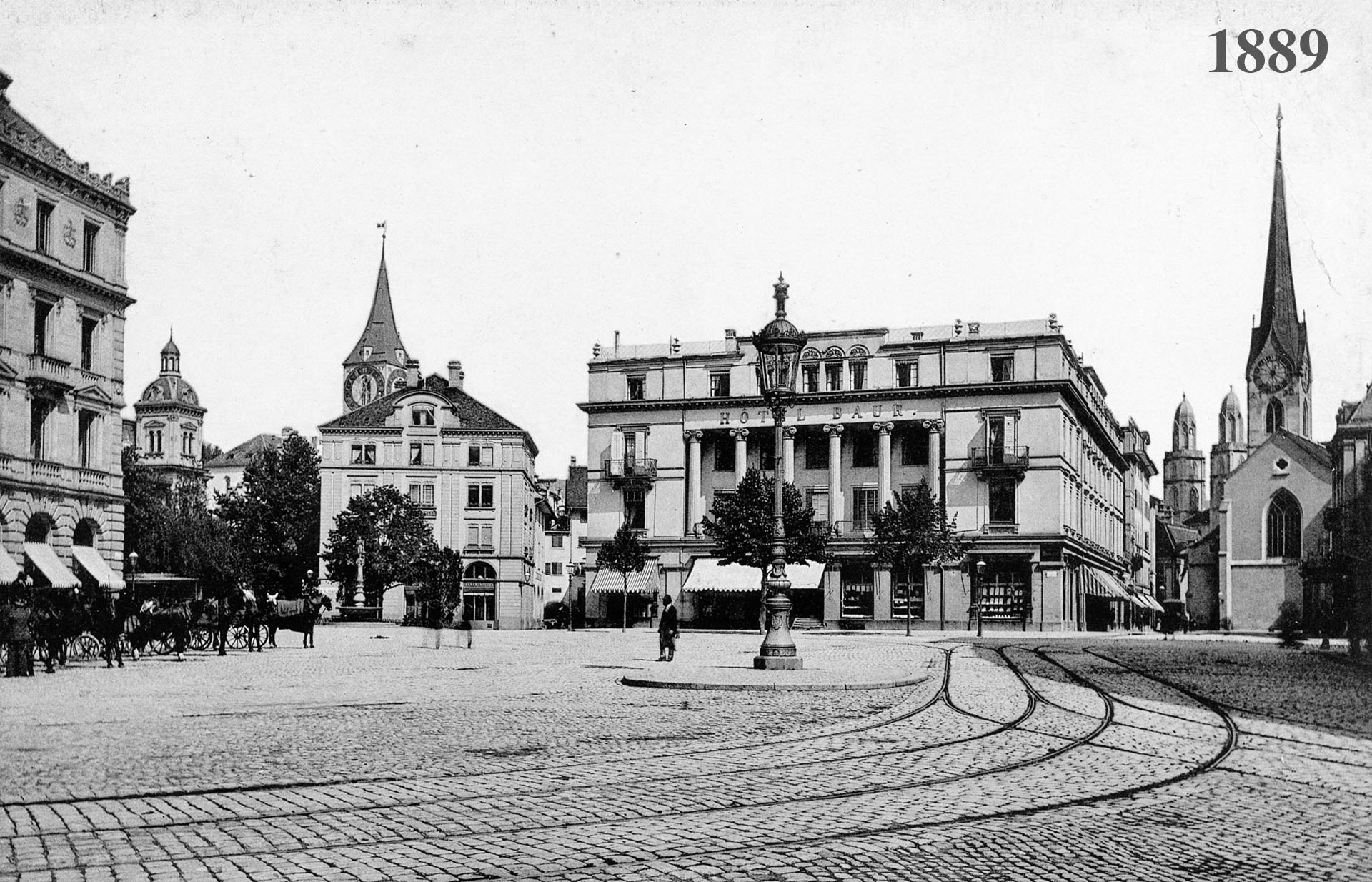
Hotel «Baur» am Paradeplatz in Zürich, 1889
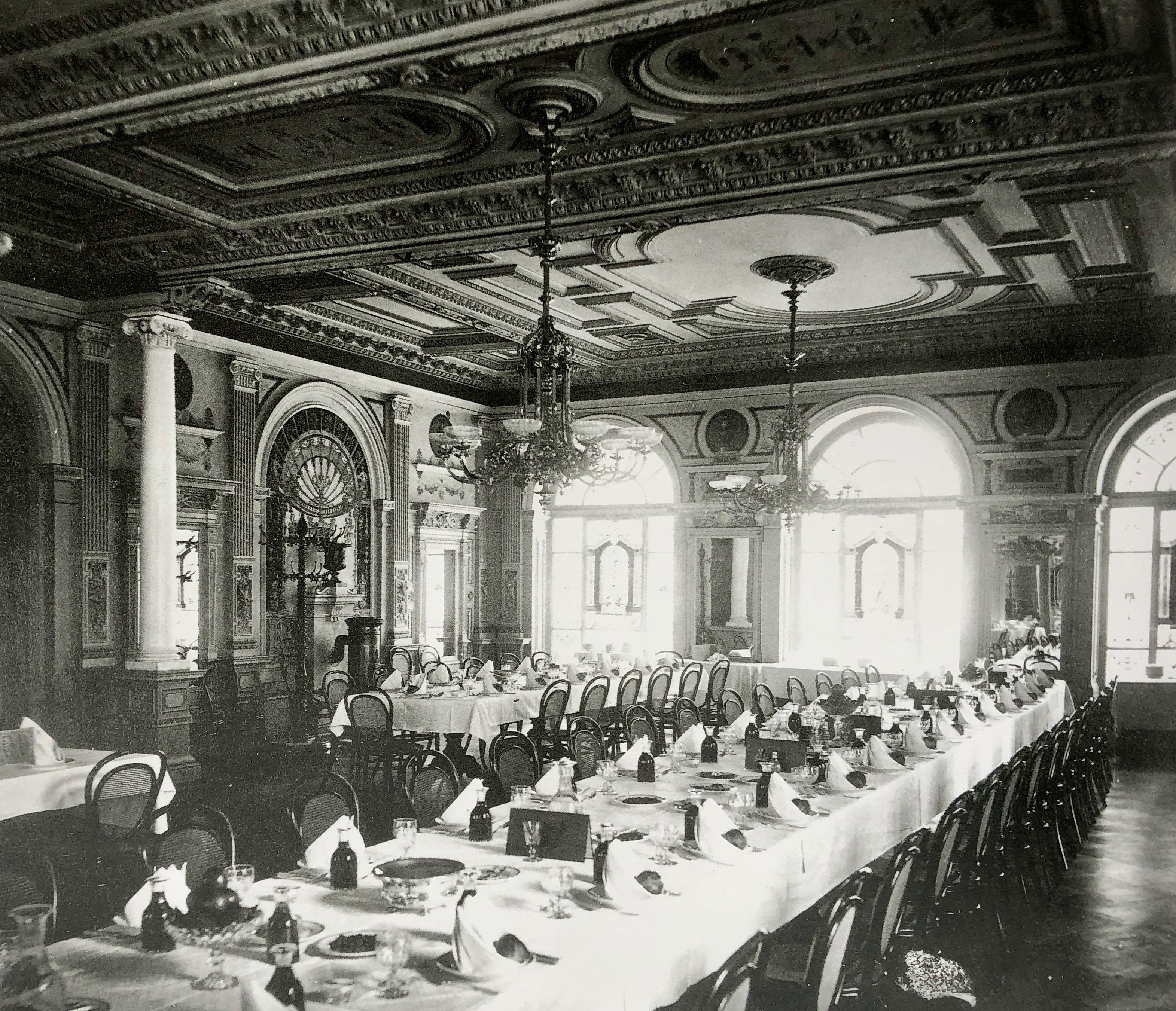
Der umgebaute Speisesaal im Jahr 1895

## Privatleben
Heinrich Brunner war zweimal verheiratet. Seine erste Ehe wurde 1846 mit Regula Lang (* 8. Dezember 1818; † 20. Oktober 1874) aus Würenlos im Kanton Aargau geschlossen und 1848 wieder geschieden. Aus dieser Verbindung ging die Tochter Regula Brunner (* 1844; † 1896) hervor. Im Jahr 1850 heiratete er Marie Dorothea Meyenberg (* 22. Januar 1829; † unbekannt) aus Neuheim im Kanton Zug. Mit ihr hatte er 14 Kinder, von denen sechs das Erwachsenenalter erreichten:
1. Regula Brunner (* 1850; † unbekannt)
2. Anna Maria Brunner (* 1850; † 1851)
3. Johann Heinrich Brunner (* 1854; † unbekannt)
4. Anna Berta Brunner (* 1855; † unbekannt)
5. Lina Maria Brunner (* 1856; † 1940)
6. Anna Maria Brunner (* 1857; † 1857)
7. Marie Brunner (* 1857; † 1859)
8. Elisabetha Maria Brunner (* 1859; † 1944)
9. Theodor Brunner (* 1861; † 1893)
10. Friederich Brunner (* 1861; † unbekannt)
11. Hans Friedrich Brunner (* 1863; † 1863)
12. Ludwig Brunner (* 1863; † 1863)
13. Johann Jakob Brunner (* 1864; † 1865)
14. Emilie Brunner (* 1867; † unbekannt)

Zu den bekanntesten Nachkommen gehört seine Tochter Elisabetha Maria Brunner (1859–1944), die den renommierten Zürcher Fotografen Karl August Ludwig Zipfel (1850–1885) heiratete. Nach dessen frühem Tod führte sie das Fotoatelier für einige Zeit weiter, bevor sie es 1888 an Emil Gassler verkaufte. Sie zählt zu den ersten Fotografinnen Zürichs.
Die Tochter Lina Maria Brunner (1856–1940) heiratete 1879 den bekannten Architekten Alfred Theophil Tschudy (1856–1923), der bedeutende Umbaumassnahmen am Hotel «Baur en Ville» durchführte.
Anna Berta Brunner (* 1855; † unbekannt) heiratete 1878 den Oberkellner des Hotels «Baur», Konrad Landoldt. Nach ihrer Scheidung im Jahr 1882 heiratete sie im selben Jahr Joseph Henry Conroy (1852–1918) und wanderte anschliessend nach England aus.

## Tod und Erbe
Am 22. Februar 1880 verstarb Heinrich Brunner in Zürich, Waaggasse 3, an den Folgen einer Unterleibskrankheit. Sein Tod führte dazu, dass das Hotel Baur en Ville von der Erbengemeinschaft weitergeführt und im Jahr 1899 an Jakob Lassmann, einen Liegenschaftsspekulanten aus Konstantinopel, verkauft wurde.
Brunner hinterliess ein bedeutendes Erbe in der Zürcher Hotellerie. Das Hotel Baur en Ville besteht bis heute und ist unter dem Namen Mandarin Oriental Savoy Zürich eines der renommiertesten Hotels der Stadt.